# Annie Fratellini

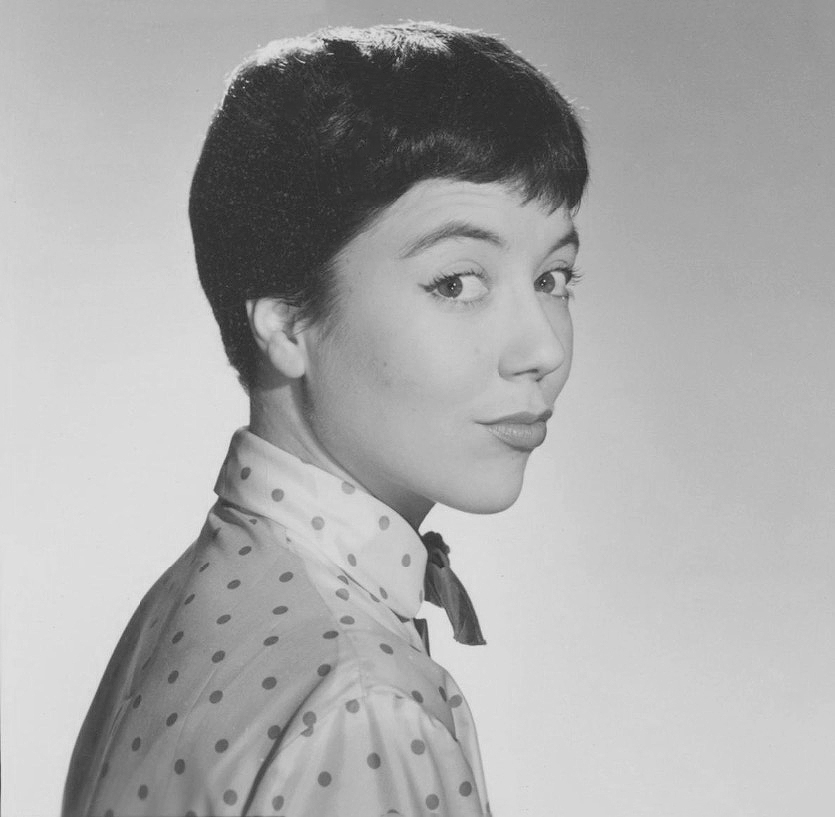
Annie Fratellini (1965)

Annie Fratellini (* 14. November 1932 in Algier; † 1. Juli 1997 in Neuilly-sur-Seine) war eine französische Zirkuskünstlerin, Musikerin und Filmschauspielerin. Sie war der erste weibliche Clown Frankreichs und gründete die erste Zirkusschule des Landes.

## Leben und Wirken
Annie Violette Fratellini wurde am 14. November 1932 im damals französischen Algier geboren. Sie entstammte einer der berühmtesten Zirkusfamilien Frankreichs. Ihr aus Italien stammender Großvater Paul Fratellini (1877–1940) hatte mit seinen Brüdern François (1879–1951) und Albert (1886–1961) das Clown-Trio Fratellini-Brüder gebildet, das vor dem Ersten Weltkrieg durch zahlreiche europäische Länder getourt war und im Paris der zwanziger Jahre das Interesse der Pariser Bevölkerung und Intellektuellen am Zirkus neu geweckt hatte. Auch Annie Fratellinis Vater Victor (1901–1979) war ein bekannter Zirkusclown und Trapezkünstler.
Ihre Karriere begann Annie Fratellini 1948 als Akrobatin beim Zirkus Medrano. Sie war jedoch bestrebt, dem Zirkusmilieu zu entfliehen, und schlug ab den frühen 1950er Jahren eine Laufbahn als Sängerin, Musikerin (sie spielte Sopransaxophon sowie Vibraphon, Akkordeon, Geige und Klavier) und Filmschauspielerin ein. 1951 engagierte Philippe Brun sie in seinem Jazzorchester; 1955 nahm sie ihre erste Schallplatte auf. 1953 heiratete sie Brun; die Ehe wurde 1959 geschieden. 1956 trat sie im Olympia in Paris auf. Ein Jahr später spielte sie zum ersten Mal in einer Filmproduktion; in den 1960er Jahren kamen weitere hinzu. Von 1960 bis 1966 war Fratellini mit dem Filmregisseur Pierre Granier-Deferre verheiratet; aus der Ehe stammt ihre Tochter Valérie Granier-Deferre. 1968 lernte sie den Schauspieler Pierre Étaix kennen, der zirkusbegeistert war und seine Berufung als Clown sah. 1969 heirateten Étaix und Fratellini. Mit ihm wendete sie sich wieder dem Zirkus zu. Das Paar trat mit einer Clownnummer auf, mit Étaix als Weißclown und Fratellini in der Rolle des Dummen August, die sie fortan spielen sollte und in der sie berühmt wurde. Auch mit ihrer Tochter Valérie spielte sie als Clownduo.
1974 gründeten Fratellini und Étaix die École nationale du Cirque Annie Fratellini, eine Zirkusschule, die ihren Sitz zunächst in Vanves und später in Paris hatte. Ab spätestens 1977 war der Abschluss der Schule staatlich anerkannt. Die Gründung der École nationale du Cirque war eine Reaktion auf die schwere Krise des Zirkuswesens seit dem Siegeszug des Fernsehens. Durch die Wiedereinführung einer künstlerischen Dimension in die Aufführungen und die Einrichtung eines multidisziplinären Unterrichts sowie durch die Öffnung der bis dahin hauptsächlich Angehörigen von Zirkusfamilien vorbehaltenen Ausbildung für junge Menschen jeglicher Herkunft trug sie zur Erneuerung des Genres in den 1980er Jahren bei. Später erklärte Annie Fratellini:

« Je pense que si j’ai créé l’École du cirque, c’est parce que je m’appelais Fratellini. Sur les quarante-cinq personnes que compte la famille, il devait un jour se lever quelqu’un qui dise : Moi aussi, je vais transmettre. Mon père m’emmenait presque chaque jeudi à Médrano. Il répétait : Quel dommage que tu ne sois pas un garçon, tu pourrais être un clown. »

„Ich denke, dass ich die Zirkusschule gegründet habe, liegt daran, dass ich Fratellini hieß. Von den 45 Mitgliedern der Familie musste schließlich irgendwann eines sich erheben und sagen: ich will auch etwas weitergeben. Mein Vater nahm mich fast jeden Donnerstag mit zu[m Zirkus] Medrano. Er sagte immer: Wie schade, dass Du kein Junge bist, dann könntest Du Clown werden.“

Nachfolgeeinrichtung der École nationale du Cirque Annie Fratellini wurde 2003 die Académie Fratellini in Saint-Denis. In der Kleinstadt Nexon im Limousin gründeten Étaix und Fratellini zudem ab 1986 ein Programm von Einführungskursen in die Zirkuskunst für Kinder und Jugendliche sowie das Festival Les Arts à la rencontre du cirque („Kunst trifft Zirkus“).
1989 veröffentlichte Annie Fratellini ihre Autobiographie Destin de clown („Clownschicksal“). Sie starb am 1. Juli 1997 in Neuilly-sur-Seine bei Paris im Alter von 64 Jahren nach langer Krebserkrankung. Noch zwei Monate vor ihrem Tod war sie in Paris aufgetreten. Sie ist auf dem Pariser Friedhof Montmartre begraben.

## Ehrungen
In mehreren Gemeinden Frankreichs sind Straßen, Plätze und öffentliche Einrichtungen nach Annie Fratellini benannt. So sind etwa in Limoges, Saint-Denis, Saint-Herblain und Le Coteau Straßen nach ihr benannt, in Nexon ein Platz. In Angers, Clichy, Villeneuve-le-Roi und Vernouillet (Yvelines) tragen Schulen oder Vorschulen ihren Namen.

## Filmrollen
- 1957: Rascel fi-fi
- 1958: Miss Pigalle
- 1958: Et ta sœur
- 1960: Zazie
- 1961: Alles Gold dieser Welt
- 1965: Ganoven rechnen ab (La Métamorphose des cloportes)
- 1969: Wahre Liebe rostet nicht
- 1970: Die Clowns
- 1990: Henry & June

## Schriften
- Destin de clown. La Manufacture, Lyon 1989, ISBN 2-7377-0145-7 (französisch, Titelseite und bibliographische Details auf Gallica).